# Imidapril
Imidaprilul este un medicament antihipertensiv, fiind utilizat în tratamentul hipertensiunii arteriale și a insuficienței cardiace. Acționează ca inhibitor al enzimei de conversie a angiotensinei (IECA). Calea de administrare disponibilă este cea orală.
Imidaprilul a fost brevetat în 1982 și a fost aprobat pentru uz medical în 1993.